# Naujaat
Naujaat, (inuit ᓇᐅᔮᑦ), är ett samhälle vid kusten av Hudson Bay i Kivalliq i det kanadensiska territoriet Nunavut. Befolkningen uppgick år 2016 till 1 082 invånare. Naujaat Airport ligger nära samhället. Orten hade fram till 2015 namnet Repulse Bay.